# Régis Le Bris
Régis Le Bris (* 6. Dezember 1975 in Pont-l’Abbé) ist ein ehemaliger französischer Fußballspieler und jetziger -trainer.

## Spielerkarriere
Le Bris begann das Fußballspielen bei einem kleinen Klub aus Quimper, ehe er zum größten Verein der Stadt, dem Quimper CFC, wechselte. Von dort aus verpflichtete ihn Stade Rennes, wo er 1995 gemeinsam mit seinem Bruder Benoît Le Bris in die erste Mannschaft aufrückte. In der Saison 1995/96 debütierte er in der ersten Liga. Nach zwei Einsätzen in seiner ersten Saison schwankten seine Einsatzzahlen von Spielzeit zu Spielzeit, worunter die Saison 1997/98 mit 15 Partien, darunter 11 von Beginn an, die beste war. Weil er sich dennoch nicht im Team festsetzen konnte, entschied er sich 1999 für einen Wechsel zum Zweitligisten Stade Laval. Obwohl dort häufiger auf Le Bris zurückgegriffen wurde, konnte er auch in Laval nicht zum Stammspieler avancieren. 2002 unterschrieb er beim belgischen Zweitligisten KSK Ronse, wo er allerdings nicht zum Einsatz kam. Mit lediglich 27 Jahren beendete er 2003 seine Karriere.

## Trainerkarriere
Im Anschluss an seine Spielerlaufbahn entschied er sich für eine Fortsetzung seiner Karriere als Trainer. Weil er durch sein Jahr in Belgien nahe Wasquehal an der belgisch-französischen Grenze lebte, war er zuerst Jugendtrainer bei der ES Wasquehal. Ab 2005 arbeitete er als Jugendtrainer bei seinem ehemaligen Verein Stade Rennes. Mit der U-18-Mannschaft wurde er 2007 französischer Jugendmeister. Ein Jahr später gewann er den Coupe Gambardella für U-19-Teams. Im Juni 2012 wechselte er zum FC Lorient, um dort die Jugendabteilung zu leiten.
Im Sommer 2022 trat Le Bris seinen ersten Cheftrainerposten an, als der FC Lorient sich von Christophe Pélissier trennte und ihn kurz nach Erlangen der UEFA-Pro-Lizenz zu dessen Nachfolger beförderte. Le Bris belegte in seiner ersten Saison mit Lorient den elften Tabellenplatz, in der Spielzeit 2023/24 stieg das Team als 17. ab. Le Bris löste in der Sommerpause seinen Vertrag bei Lorient auf und wurde neuer Cheftrainer des englischen Zweitligisten AFC Sunderland. Im Mai 2025 stieg er mit Sunderland in die Premier League auf.